# Nederlandse Emissieautoriteit
De Nederlandse Emissieautoriteit (NEa) is een zelfstandig bestuursorgaan van de Nederlandse overheid dat tot taak heeft om als bevoegd gezag toezicht te houden op de emissiehandel in CO2. De NEa controleert of bedrijven die meer uitstoten dan is toegestaan, voldoende emissierechten hebben verworven om deze emissies af te dekken. De werkorganisatie van de NEa is een agentschap onder het Ministerie van Economische Zaken.

## Taken
Een van de kernactiviteiten van de NEa is toezicht en handhaving. In de praktijk betekent dit onder meer dat de inspecteurs toezichtbezoeken uitvoeren, en handhaven bij gevonden overtredingen. Het doel van deze bezoeken is om te controleren of het bedrijf emissies meet, gegevens verwerkt en rapporteert conform het Monitoringsprotocol en de vergunning. 
Verder keurt de emissieautoriteit de zogenaamde monitoringsprotocollen goed, verleent ze vergunningen voor de emissie waarvoor emissiehandel mogelijk is, controleert ze emissiejaarrapporten en beheert ze het transactieregister van de emissierechten.
De NEa geeft ook voorlichting aan bedrijven die in emissies handelen. De NEa controleert hoeveel CO2 bedrijven uitstoten en of bedrijven die meer uitstoten dan is toegestaan, voldoende emissierechten hebben verworven om deze emissies af te dekken. 
Concreet voert de NEa taken uit als:
- Verlenen en actualiseren van emissievergunningen;
- Toewijzen en verlenen van emissierechten;
- Beheren van de registers voor EV en EU ETS;
- Veiler van emissierechten;
- Advisering in beleid rond wet- en regelgeving.

## Maatregelen
Maatregelen waarbinnen de NEa haar taken uitvoert, zijn onder andere:
- Emissiehandel voor de industrie- en energiesector (EU ETS);
- Emissiehandel voor luchtvaart (EU ETS luchtvaart);
- Energie voor Vervoer (EV);
- Toezicht op inzet vaste biomassa voor energietoepassingen;
- Ontwikkeling beleid CO2-heffing.

## Statistieken
Van de emittenten gevestigd in Nederland die onder het ETS vallen houdt de NEa een overzicht bij van de CO2-uitstoot op jaarbasis. Dit zijn ruim 400 bedrijven en instellingen die verantwoordelijk zijn voor ongeveer de helft van de totale CO2-uitstoot. Hieronder een overzicht van de ontwikkeling in miljoenen tonnen sinds 2013. In 2020 daalde de uitstoot met 11,5% in vergelijking tot 2019 waarbij de energiesector een daling van 19% realiseerde vooral door het verminderde inzet van steenkool. Bij de industrie zijn de drie grootste emittenten Tata Steel IJmuiden, Chemelot en de raffinaderij van Royal Dutch Shell. In 2019 was de totale uitstoot van dit trio zo'n 15 miljoen ton. Bij de elektriciteitscentrales was de Eemshavencentrale van RWE de grootste met een emissie van ruim 5 miljoen ton in 2019. 